# Euselasia inini
Espèce
Euselasia inini est un insecte lépidoptère appartenant à la famille  des Riodinidae et au genre Euselasia.

## Dénomination
Euselasia inini a été nommée par Christian Brévignon en 1996

## Écologie et distribution
Euselasia inini est présent uniquement en Guyane.

### Biotope
Il réside dans la forêt tropicale.